# Kopfräude der Katze
Die Kopfräude (Syn. feline Scabiose) ist eine seltene, vor allem bei Katzen auftretende Parasitose, die durch Notoedres cati verursacht wird. Es sind vor allem geschwächte und verwahrloste Katzen, sowohl Hauskatzen als auch wildlebende Feliden betroffen. Selten geht der Erreger auch auf Fehlwirte wie den Menschen über und verursacht eine Pseudokrätze (Tierskabies) mit starkem Juckreiz.

## Krankheitsursache und -entstehung
Der Erreger N. cati ist eine zu den Sarcoptidae gehörende Milbe, die etwas kleiner als die Krätzemilbe ist, ihr aber ansonsten stark ähnelt. Der gesamte Entwicklungszyklus findet in der Haut des Wirtes statt, außerhalb des Wirtes sind die Milben nur wenige Tage überlebensfähig. Die Weibchen legen ihre Eier in Bohrgänge in der Epidermis. In diesen Bohrgängen, zeitweise auch auf der Hautoberfläche, leben die Milben und ihre Entwicklungsstadien und ernähren sich von Lymphe und Gewebsflüssigkeit.
Die Kopfräude ist hochansteckend, wobei die Milben vor allem über direkten Kontakt auf andere Katzen übergehen. Die Erkrankung kommt weltweit vor, ist aber eine eher seltene Räudeform. Betroffen sind vor allem Tiere mit einem geschwächten Immunsystem, Mangelernährung und Allgemeinerkrankungen, so dass die Kopfräude auch als Faktorenkrankheit angesehen werden kann.

## Klinische Erscheinungen, Untersuchungsmethoden und Behandlung
Die Milben verursachen durch ihre Mundwerkzeuge und ihren Speichel schwere Hautveränderungen am Kopf, die vor allem im Stirnbereich und am Ohransatz beginnen. Es treten kleieartige Beläge, Krusten, Hautverdickung (Hyperkeratose, Lichenifikation) und Haarausfall auf. Die Erkrankung ist durch starken Juckreiz geprägt, der zu tiefen, selbst beigefügten Hautwunden infolge Kratzen führen kann. Die Kopfräude führt zu einer starken Unruhe.
Die Diagnose wird anhand des klinischen Bildes und der mikroskopischen Untersuchung eines tiefen Hautgeschabsels gestellt. Abzugrenzen ist vor allem die Ohrräude.
Zur Behandlung werden Avermectine (Ivermectin, Doramectin), Pyrethroide oder Fipronil eingesetzt.
Beim Menschen treten starker Juckreiz und durch Kratzen Abschürfungen und Rötungen auf. Es bilden sich Papeln und Bläschen und durch bakterielle Sekundärinfektionen können schwere Hautentzündungen entstehen. Grabgänge treten beim Menschen nicht auf. Da die auslösenden Milben bei Fehlwirten ihren Entwicklungszyklus nicht vollenden können, heilt die Infektion nach zwei Wochen auch ohne Behandlung aus, wenn der Kontakt mit dem Überträger unterbunden wird.